# رولان هاتنبرغر
رولان هاتنبرغر (بالألمانية: Roland Hattenberger)‏ (مواليد 7 ديسمبر 1948) هو لاعب كرة قدم. يلعب مع منتخب النمسا لكرة القدم. سبق له أن لعب في كأس العالم لكرة القدم مع منتخب بلاده.

## روابط خارجية
- رولان هاتنبرغر على موقع الاتحاد الدولي (مؤرشف)  (الإنجليزية)
- رولان هاتنبرغر على موقع قاعدة بيانات كرة القدم.إي يو (الإنجليزية)
- رولان هاتنبرغر على موقع بيانات كرة القدم. دي إي (الألمانية)
- رولان هاتنبرغر على موقع ناشيونال فوتبول تيمز (الإنجليزية)
- رولان هاتنبرغر على موقع عالم كرة القدم.نت (الإنجليزية)